# El Morro (Diego Bautista Urbaneja)
Pour les articles homonymes, voir El Morro.
El Morro est l'une des deux divisions territoriales et statistiques dont l'unique paroisse civile de la municipalité de Diego Bautista Urbaneja dans l'État d'Anzoátegui au Venezuela. Sa capitale est Lechería dont elle forme les quartiers périphériques orientaux. Elle abrite l'important complexe touristique El Morro.

## Géographie
El Morro a pour capitale Lechería dont elle constitue les quartiers orientaux. Elle est elle-même divisée en plusieurs quartiers et comprend de nombreux secteurs dont :
- Aquavillas Sector B
- Aquavillas Sector C
- Cerro Sur
- Complexe touristique El Morro
- Conjunto Residencial Agua Marina
- Conjunto Residencial Flamingo
- Conjunto Residencial La Guarimba
- Conjunto Residencial Pelicano
- Las Garzas
- Urbanización Agua Sol
- Urbanización Cayo de Agua
- Urbanización Club de Vela
- Urbanización Las Villas
- Urbanización Marina Club
- Urbanización Marina del Rey
- Urbanización Morro Humboldt
- Urbanización Puerto Banus
- Urbanización Puerto Principe
- Urbanización Punta Canal
- Urbanización Villas Martinique
- Urbanización Villa Sol Suites II